# Дейв Уилямс
Дейв Уейн Уилямс (на английски: Dave Williams) е американски вокалист, по-известен с участието си в метъл бандата Drowning Pool.

## Биография
Израства в Принстън, Тексас, където живее с родителите си Чарлс Едуард и Жоан Уилямс. През 90-те има участия в различни музикални клубове в Далас. През 1999 г. се присъединява към Drowning Pool. Дебютният им албум Sinner от 2001 г. е с негови вокали. Прякорът му Стейдж (Stage) идва от изказване на китариста Даймбег Даръл от Pantera за неговото поведение на сцената по време на концерти. Уилямс попада в класацията на популярното музикално списание Hit Parader в 100-те най-добри метъл вокалисти, като заема 82-ро място.
На 14 август 2002 г. е намерен мъртъв в тур буса на групата по време на Озфест 2002 в Манасас, Вирджиния. Причина за смъртта му е сърдечно заболяване – кардиомиопатия. Заболяването му не е било диагностицирано и Дейв не е знаел, че го има.
Погребението е на 18 август в Плейноу, Тексас. По-късно излиза DVD наречено Sinema, представящо в хронологичен ред живота му. Приходите от него реализират макар и посмъртно неговата мечта да купи къща за родителите си. От петата годишнина след смъртта му – 2007 г. в Далас се провежда фестивала Stage Fest в негова чест, който се провежда в различни музикални клубове.

## Дискография
- Drowning Pool – Pieces of Nothing (EP) (2000)
- Drowning Pool – Sinner (2001)